# Saint-André-de-Messei
Saint-André-de-Messei è un comune francese di 567 abitanti situato nel dipartimento dell'Orne nella regione della Normandia.

## Società

### Evoluzione demografica
Abitanti censiti